# سان لوکس
سان لوکس (به انگلیسی: Son Lux) یک گروه موسیقی تجربی آمریکایی است. در ابتدا پروژه انفرادی و عضو اصلی، رایان لوت مؤسس بود. سه آلبوم اول گروه در جنگ با دیوارها و مازها، ما در حال افزایش هستیم، و فانوس‌ها از سبک پست-راک و الکترونیکا تأثیر می‌گیرد.

## اعضا
- رایان لوت - تهیه‌کننده، آهنگساز، کیبوردز، آوازها (تاکنون–۲۰۰۸)
- رفیک باتیا - گیتار، تهیه‌کننده، آهنگساز (تاکنون–۲۰۱۵)
- ای‌ان چانگ - طبل، تهیه‌کننده، آهنگساز (تاکنون–۲۰۱۵)